# Musashi: Samurai Legend
Musashi: Samurai Legend è un videogioco per PlayStation 2, pubblicato dalla Square Enix nel 2005. Esso è il sequel di Brave Fencer Musashi.

## Trama
Il gioco narra delle gesta di Musashi, un giovane samurai evocato dalla principessa dei Mistici Mycella, per salvare il loro popolo. Musashi arriverà nel mondo dei Mistici per salvarli uno per uno e per poter tornare alla sua epoca. Durante il gioco Musashi dovrà affrontare temibili macchine, potendo rubar loro le tecniche ed utilizzarle a suo vantaggio. Oltre a salvare la principessa ed i Mistici, dovrà salvare le custodi delle 5 spade: Terra, Acqua, Fuoco, Vento e Vuoto. Così avrà più poteri per affrontare il malvagio Gandrake e la sua corporazione, che utilizza i mistici per i propri scopi.

## Modalità di gioco
Musashi è un gioco d'azione dove il giocatore controlla Musashi che combatte i suoi avversari con due spade: la katana standard e una spada enorme che la ottiene nel corso della storia. Il giocatore può usare le armi per difendersi dagli attacchi e permette di far le combo che possono essere potenti o deboli. In alcune missioni Musashi dovrà salvare vari personaggi trasportandoli e combattendo i nemici con una sola mano ma potrà usare altri oggetti per sconfiggere o fuggire dai nemici. Ogni volta che si sconfigge un avversario si guadagnano punti esperienza per aumentare il livello del personaggio, incluso i punti di attacco e difesa. Durante il corso del gioco, il giocatore viaggia per il mondo eseguendo missioni; il mondo è incentrato su una singola città e Musashi parte da lì per eseguire la serie lineare di missioni nella trama principale o piccole missioni secondarie che generalmente coinvolgono il salvataggio degli abitanti dei villaggi. Oltre al normale gameplay, ci sono brevi segmenti che coinvolgono combattimenti di motociclette o dirigibili, che si svolgono su un percorso prestabilito.